# Entraigues (Puy-de-Dôme)
Entraigues ist eine französische Gemeinde mit 732 Einwohnern (Stand 1. Januar 2022) im Département Puy-de-Dôme in der Region Auvergne-Rhône-Alpes. Sie gehört zum Arrondissement Riom und zum Kanton Aigueperse. Der Name der Gemeinde leitet sich von der Lage zwischen den beiden Flüssen Ambène und Bedat ab, die den Ort umschließen. Entraigues liegt in der Limagne, einer flachen bis leicht hügeligen Landschaft, deren fruchtbare Böden Ackerbau begünstigen.

## Geschichte
Entraigues war Besitz der Familie Balzac (Balzac d’Entragues).

### Bevölkerungsentwicklung
| Jahr                       | 1962 | 1968 | 1975 | 1982 | 1990 | 1999 | 2011 |
| Einwohner                  | 402  | 407  | 370  | 474  | 563  | 566  | 625  |
| Quellen: Cassini und INSEE |      |      |      |      |      |      |      |